# Битва під Оршею

Битва під Оршею 8 вересня 1514 року

Би́тва під О́ршею відбулася 8 вересня 1514 року між 15-тисячним військом під командуванням князя Костянтина Івановича Острозького та московською армією на чолі з воєводою Іваном Челядніним.
Згідно з «Rerum Moscoviticarum Commentarii» Сигізмунда фон Герберштейна, першоджерелом інформації про битву, значно менша армія Великого князівства Литовського і Руського разом із поляками (менше 30 000 чоловік) розбила 80 000 московських солдатів, захопивши їхній табір і командувача. Ці цифри і пропорції оскаржуються деякими сучасними істориками.

## Передумови
На початку XVI століття Московська держава висунула претензії на землі, розташовані на сучасних територіях України та Білорусі, які тоді входили до складу Великого князівства Литовського. У жовтні 1508 року була укладена мирна угода між Великим князівством Литовським, Руським і Жемайтійським та Великим князівством Московським, що закінчила литовсько-московську війну 1507—1508 років. Вона підтвердила територіальні завоювання Москви в роки 1494—1503. У 1512 році король Сигізмунд I Старий, Король Польський і Великий князь Литовський, пан і дідич Русі уклав військовий союз з кримським ханом Менґлі I Ґераєм. Кримські татари з відома короля провели кілька експедицій на Москву, а рейдові чамбули доходили до Рязані. Крім того, звинувачення, висунуті з боку Московії на адресу поляків і литвинів про переслідування вдови Олександра Ягеллончика, Олени Московської, були достатньою причиною для поновлення воєнних дій. Незважаючи на блокаду Лівонією поставок стратегічних товарів для Москви, Василеві III вдалося переламати економічну ізоляцію. За допомогою дипломатії він зумів пригорнути на свій бік Ганзу та датського короля Крістіана II і нейтралізувати Лівонський орден, що дозволило москвинам розбудовувати артилерію та піхоту. У серпні був укладений союз проти Сигізмунда Старого між Василем III, імператором Максиміліаном I Габсбургом і Великим магістром Тевтонського ордена Альбрехтом Гогенцоллерном. Союзники зобов'язалися надавати один одному взаємну підтримку і узгодили поділ здобичі. Москва мала претензії на значну територію Великого князівства Литовського, що покривала сьогоднішню Україну і Білорусь з Києвом, а Німецька імперія на землі Лівонії. Плодом союзу мав бути в 1515 році спільний німецько-московський удар на польсько-литовські землі.
Влітку 1514 року московська армія після місячної облоги захопила Смоленськ і наприкінці серпня вийшла на лівий берег Дніпра неподалік Орші. Тим часом вдалося зібрати польсько-литовське військо, метою якого було відновити втрачені землі і фортеці Смоленщини, захоплені Москвою. Сили під командуванням великого гетьмана Литви князя Костянтина Івановича Острозького нарахували в цілому 16 тис. литовської легкої кавалерії, 14 тисяч польської кінноти (легкої та важкої), 3 тисячі найманої піхоти (в основному з Сілезії), 2,5 тисяч добровольців (в основному з Чехії), а також королівську артилерію та інженерно-саперну роту. Під час маршу ці сили були частково розсіяні — приб. 4-5 тис. війська залишили охороняти фортецю Борисов.
Московським військом командували князі Михайло Голиця-Булгаков та Іван Челяднін. Перша сутичка з передовими московськими полками відбулась 27 серпня за річкою Березиною, де московські війська були змушені відступити. Були також кілька незначних сутичок, в основному на переправах через річки Березина, Бобр і Друть.
Київський літопис:

Рок АФ̃ДІ [1514]: Смолєнско московскии 11 взял; того ж рок[у] нш̃и побили Москву на Ωрши.

Волинський літопис так згадує про видатного князя Острозького:

«…а гетману его, вдатному князю

Костянтину Ивановичу Острозскому

даи боже здоровье и щастье вперед лѣпшее как нынѣ;

побил силу великую московскую, абы так побивал силную рать татарскую, проливаючи кров их бесурменьскую.»

## Хронологія битви

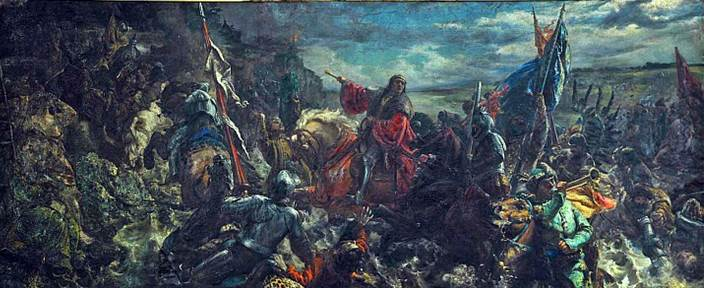
Битва під Оршею. Картина Юзефа Меціни-Кжеша (1884)

Основна битва відбулася під Оршею, де війська Московії зазнали поразки. Після поразки вони відступили до Смоленська.

Король Сигізмунд писав, що «московитів» було 80 тисяч, але сучасні дослідники вважають різне, згоди нема.
У ніч проти 8 вересня військо Великого князівства Литовського навело через Дніпро навпроти Орші наплавні мости на бочках і переправилося на лівий берег. Литовська армія складалася із власне литовських, білоруських, українських, сербських, татарських, польських, угорських та німецьких загонів. Цим об'єднаним військом командував п'ятдесятичотирилітній волинський князь Костянтин Острозький.
Рано-вранці Челяднін атакував Острозького, намагаючись відрізати його від мостів, однак союзники відбили напад. К. І. Острозький очолював усі контратаки русько-литовської кінноти і бився, як простий вояк. Використовуючи суперечності між Голицею та Челядніним, він нападав на них порізно, а ті, за словами літописця, із заздрості видавали один одного.
Опівдні руські та литовські вершники вдаваним відступом завели московську кінноту під залп своїх гармат, а потім її із засідки у прибережному лісі атакував резервний загін. Під натиском війська Острозького важка московська кіннота відступила на багнистий берег річки Кропивни між Оршею та Дубровною і там майже вся була знищена.
Київський літопис:
Того ж року бій був Костянтина Івановича Острозького з Москвою під Оршею, за Дніпром на Кропивні річці. І побив князь Москву.
Атака польських гусарів довершила розгром московської армії, хоча погоня за її окремими частинами, що тікали до Смоленська, тривала до ночі. Втрати московського війська сягали тридцяти тисяч вояків, а Челяднін, восьмеро воєвод, 37 значних бояр та півтори тисячі дворян потрапили у полон.
Перемога під Оршею зробила К. І. Острозького відомим усій Європі, про неї розповідалося у чотирьох брошурах, виданих латиною та німецькою мовами. Острозького з тріумфом зустрічали у Варшаві та Вільнюсі, і на честь перемоги під Оршею він побудував у Вільні Свято-Троїцьку та Свято-Миколаївську церкви.
|                                                          |  |  |
| Ювілейна монета НБУ присвячена 500-річчю битви під Оршею |  |  |

## Пам'ять про битву
14 жовтня 2014 року Нацбанк представив ювілейну монету з нагоди 500-річчя битви під Оршею.
В Рівному існує вулиця Оршанської перемоги.

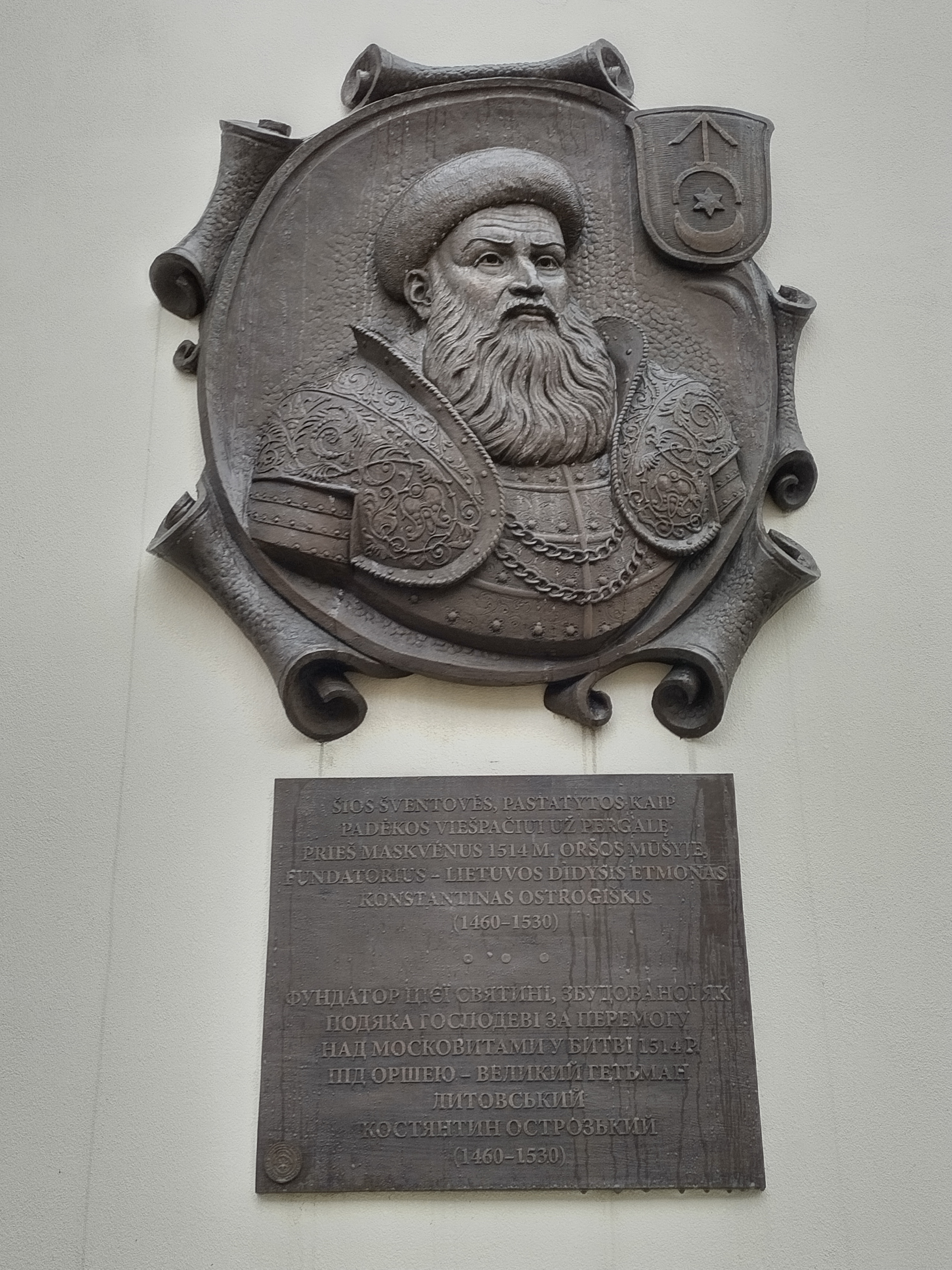
Пам'ятний знак при вході до храму

У 1514 році князь Костянтин Острозький збудував у Вільнюсі церкву Пресвятої Трійці на честь перемоги над московським військом під Оршею.